# Walter Porstmann
Walter Porstmann, född 8 mars 1886 i Geyersdorf nära Annaberg-Buchholz, Tyskland, död 24 juni 1959 i Västberlin, var en tysk ingenjör, matematiker och normeringsteoretiker. Han är mest känd som uppfinnare till A-, B-, och C-formatet för papper, som senare låg till grund för den internationella standarden ISO 216.

## Biografi
Porstmann studerade fysik samt teoretisk och tillämpad matematik vid universiteten i Erlangen, Kiel och Leipzig. Åren 1912 till 1914 var han assistent till nobelpristagaren Wilhelm Ostwald, som arbetade vid det internationella institutet för organisation av intellektuellt arbete, där han utvecklade pappersformat med sidförhållandet {\displaystyle 1:{\sqrt {2}}}.
Under första världskriget var han meteorolog på västfronten. 1918 skrev han en doktorsavhandling i måttsystemens uppbyggnad och sammanbindning. Han doktorerade sedermera i funktionsteori, termodynamik och meteorologi och arbetade vid Hinzfabriken i Mariendorf i Berlin. 1920 anställdes han vid Deutsches Institut für Normung och framarbetade standarden DIN 476 (A-formatet) där, som publicerades 1922. Porstmanns uppfinning var att kombinera sidförhållandet {\displaystyle 1:{\sqrt {2}}} med pappersark där storleken DIN A0 motsvarade exakt 1 kvadratmeters yta, så att A1 motsvarade ett ark med exakt en halv kvadratmeters yta och så vidare. Porstmann definierade även B- och C-formaten som komplementerade format, för exempelvis kuvert. 1922 blev Wunsiedels distriktskontor den första myndighet som började använda standarden, och den kom snabbt att anammas inom det tyska myndighetsväsendet.  1923 blev Porstmann VD för Fabriknorm GmbH som framställde kontorsmateriel enligt den nya standarden.
Genom hela sin karriär fortsatte Porstmann att engagera sig i standardiseringsfrågor, och verkade bland annat för avskaffandet av stora begynnelsebokstäver i det tyska skriftspråket och för införandet av ett helt fonetiskt alfabet.

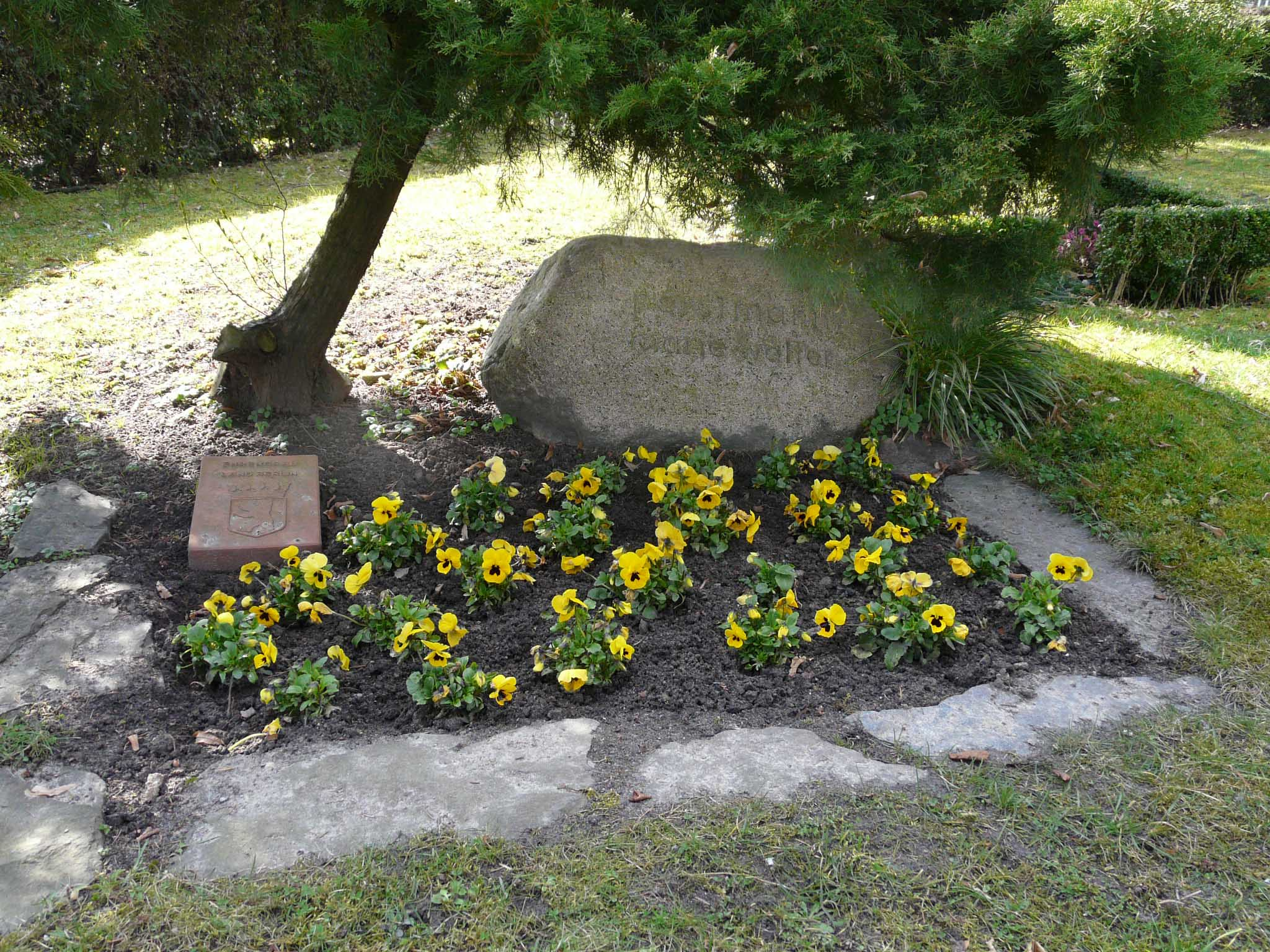
Porstmanns grav på Lankwitz kyrkogård i Berlin.

Porstmann avled 1959 och är begravd på Lankwitz kyrkogård i Berlin. DIN A-formatet kom 1975 att antas som världsstandarden ISO 216 och är idag det dominerande pappersformatet i världen med undantag för vissa engelskspråkiga länder, främst USA och Kanada.